# ATOK
ATOK é um Input Method Editor japonês, produzido por JustSystems, uma companhia de software japonesa.
ATOK já significou  Automatic Transfer Of Kana-kanji (Transferência automática de kana-kanji). Agora significa  Advanced Technology Of Kana-kanji Transfer (tecnologia avançada de transferência de kana-kanji).

## Funcionalidade
As funcionalidades variam entre as versões e as plataformas. A seguinte lista serve como indicação:
- Procurar pelo kanji através de entrada fonética - tanto num teclado em romaji ou kana;
- Procurar o kanji pelo radical chinês;
- Caneta eletrônica para reconhecimento da escrita à mão;
- Recuperação reversa de entrada fonética - tanto kunyomi como onyomi.
- Modelos de textos para frases padrões, etiquetas de endereços e emoticons japoneses.
- Formatos de data japoneses.

Até abril de 2008, ATOK 2008 era a última versão do programa. A última para Macintosh era ATOK 2007. A última para Linux era ATOK X3.

## Site
- ATOK.com